# Moviment Islàmic de l'Uzbekistan
El Moviment Islàmic de l'Uzbekistan (usbec Ўзбекистон исломий ҳаракати/Oʻzbekiston islomiy harakati) és un grup extremista islàmic format el 1998 per l'ex-paracaigudista soviètic Juma Namangani, i l'ideòleg islàmic Tahir Yuldashev, tots dos d'ètnia uzbeka de la vall de Ferganà. Volien derrocar el president de l'Uzbekistan Islom Karimov i crear un estat islàmic regit per la xaria.
Operant des d'unes bases a Tadjikistan i a les zones controlades pels talibans al nord de l'Afganistan, el Moviment Islàmic de l'Uzbekistan va organitzar un seguit d'operacions paramilitars al sud del Kirguizstan el 1999 i el 2000. De totes maneres, el MIU (IMU en anglès) va ser destruït en gran part durant l'any 2001 quan Namangani va ser assassinat i els combatents del MIU es van dispersar.
Després de la Guerra de l'Afganistan, Yuldeshev i un nombre desconegut de combatents van escapar amb la resta dels talibans al Waziristan, a les àrees tribals de Pakistan. Des de llavors, el Moviment Islàmic de l'Uzbekistan ha obert camps d'entrenament a Waziristan i té lligams amb altres grups que intenten derrocar el Govern del Pakistan.
Malgrat les proclamacions ocasionals de Yuldeshev, i els rumors d'una reaparició sota el nom de Moviment Islàmic del Turquestan (IMT), no hi ha proves fiables que indiquin que l'IMU / IMT roman una força operativa a l'Àsia central fora de la regió fronterera de l'Afganistan i Pakistan.